# 堀通周
堀 通周（ほり みちちか、慶安3年（1650年） - 元禄7年5月11日（1694年6月3日））は、常陸国玉取藩第3代藩主。旗本天方倶通の長男。母は三枝守恵の娘。正室は堀利長の娘。子は娘（諏訪頼秋正室）。
万治元年（1658年）、先代藩主の利長が病に倒れると、急遽その三女を正室に迎えて婿養子となる。同年、利長の死去に伴い玉取藩1万2千石を相続した。延宝4年4月（グレゴリオ暦：1676年5月）に一ノ矢八坂神社本殿の造営を行った。
ところが延宝7年12月11日（1680年1月12日）、通周は突如錯乱して家臣を斬りつける。通周は隠居を命ぜられたものの、子がいなかったために改易処分となった。後に実弟の堀利雄を養子に迎えた上で、3千石の交代寄合として家名存続が許された。